# Урош Петровић (1967)
Урош Петровић (Горњи Милановац, 8. април 1967) српски je књижевник. Бави се и илустрацијом и фотографијом.

## Биографија
Од 1975. године живи у Београду. Аутор је романа фантастике, романа у загонеткама и загонетних прича. Карактеристичан је по иновативном приступу књижевности за децу и младе. Књиге су му објављене у Италији, Мађарској, Грчкој, Северној Македонији, Румунији, Словенији и Чешкој, као и на енглеском језику.
Добитник је великог броја награда из области књижевности и фотографије.
Објављивао је приче, чланке, песме, илустрације и фотографије у већем броју летописа, дневних новина, часописа и антологија. Од 2008. до 2013. године био је председник Менсе Србија. Оснивач је Менсиног светског фото купа Коаутор је програма „НТЦ Систем учења“ и аутор концепта „Загонетна питања“, који подстичу развој функционалног знања и креативног начина размишљања. Гостује као предавач на факултетима, у школама, пословним конференцијама и конгресима у земљи и иностранству.
Као аутор и водитељ загонетних прича, учесник и члан сталне поставе нових сезона култног серијала "Фазони и форе" а терао нацију на размишљање и у квизовима "Потера" као састављач питања и у квизу "Лавиринт" као Творац лавиринта и најтежа препрека за такмичаре, оба на Јавном сервису РТС.
Почасни је члан-оснивач Удружења за културу, уметност и међународну сарадњу „Адлигат”.
Октобра 2023. је позајмио глас за синхронизацију кратког анимираног филма „Кантервилски дух”.

## Стоне друштвене игре
- Мартина загонетна кутија (2016), Pino toys
- Загонетне домине (2017), Pino toys
- Дум Дум Дум (2018), Pino toys
- Радионица бајки - Замак (2020), Pino toys
- Радионица бајки - Водопад (2020), Pino toys
- Радионица бајки - Дуга (2020), Pino toys
- Бајковита игра равнотеже (2021), Pino toys

## Награде

### За књижевност
- Награда „Невен“ за најбољу књигу из области популарне науке (2006)
- Награда „Доситеј“ за једну од три најбоље књиге по избору деце старијег узраста (2006)
- Награда Змајевих дечјих игара "Раде Обреновић" за најбољи роман за децу и младе (2007)
- Награда „Доситејево перо“ за најбољу књигу по избору деце старијег узраста (2007)
- Награда компаније Новости "Гордана Брајовић" за најбољу књигу за децу и младе (2008)
- Награда „Невен“ за најбољу књигу из области популарне науке (2008)
- Златна значка Културно-просветне заједнице Србије за допринос култури (2009)
- Награда Змајевих дечјих игара за допринос савременом изразу у литератури за децу (2011)
- Награда „Доситејево перо“ за најбољу књигу по избору деце старијег узраста (2011)
- Награда „Доситејево перо“ за најбољу књигу по избору деце старијег узраста (2012)
- Награда Змајевих дечјих игара "Раде Обреновић" за најбољи роман за децу и младе (2013)
- Плакета за изузетан допринос из области културе и образовања, Сокобања (2014)
- Личност године 2015. по избору „Данице за младе” Вукове задужбине у Београду (2015)
- Награда Змајевих дечјих игара "Плави чуперак" за најбољу књигу за децу и младе (2017)
- Плакета Почасни грађанин Паноније (2017)
- Награда „Невен“ за најбољу књигу године(2017)
- Награда „Сребрно Гашино перо“ Међународног фестивала хумора за најдуховитију књигу (2018)
- Награда „Џедајски витез“ Џедајкон (2018)
- Награда „Витез Србије“ Видовданске културне свечаности (2021)
- Награда за најбољу књигу из области књижевности за децу Међународног сајма књига у Новом Саду (2023)
- Награда „Принц дјечијег царства“ Међународног фестивала дјечије поезије у Бањалуци (2023)
- Награда „Повеља Путић“ Невеновог фестивала деце песника Савино Село (2023)
- Награда Змајевих дечјих игара "Змајев песнички штап" (2024)

### За стоне друштвене игре
- Признање Добра играчка Пријатеља деце Србије за едукативну стону друштвену игру „Мартина загонетна кутија” (2016)
- Признање Добра играчка за едукативну стону друштвену игру „Дум Дум Дум” (2018)[6]
- Признање Добра играчка за едукативну стону друштвену игру „Бајковита игра равнотеже” (2021)
- Гран При Играчка са сврхом за едукативну стону друштвену игру „Бајковита игра равнотеже” (2021)
- Гран При Играчка са сврхом за едукативну стону друштвену игру „Радионица бајки” (2021)

## Дела
- Авен и јазопас у Земљи Ваука, (2003, 2005)[7]
- Приче с оне стране, приповетке, (2004)[8][9]
- Загонетне приче - књига прва, (2006)[10]
- Загонетне приче - књига друга, (2006)[11]
- Пети лептир, (2007)[12]
- Загонетне приче - књига трећа, (2007)[13]
- Мистерије Гинкове улице, (2008)[14] (види Серијал романа о Марти Смарт)
- Загонетне приче - књига четврта, (2009)[15]
- Мрачне тајне Гинкове улице - Роман у загонеткама, (2011)[16] (види Серијал романа о Марти Смарт)
- Загонетне приче - књига пета, (2012)[17]
- Деца Бестрагије, (2013)[18]
- Тајне вештине Марте Смарт, (2013)[19] (види Серијал романа о Марти Смарт)
- Мартина велика загонетна авантура, (2014)[20] (види Серијал романа о Марти Смарт)
- Караван чудеса, (2016)
- Марта Смарт и Вашар загонетки - Роман у загонеткама, (2016)[21] (види Серијал романа о Марти Смарт)
- Прича о Јангу, (2017)[22]
- Неко се уселио у ону стару вилу, (2018)[23]
- Страховита књига, (2019)[24]
- Загонетна потрага, (2019)[25]
- Камиле су дебеле, (2020)[26]
- Дом за домишљату децу, роман и сценарио (2021)[27]
- Загонетна потрага 2, (2021)[28]
- Бајке - Првих седам (2022)[29]
- Бајке - Других седам (2023)[30]
- Бајке - Трећих седам (2024)[31]
- Зачарана справа (2024)
- Бајка о Ледемону (2024)[32]
- Поноћни циркус (2025)

### Издања на другим језицима
- Tördafejed-mesék - Második könyv, Pillangó kiadó, Hungary
- Мистериите на Гинковата улица, Education Counseling Center, North Macedonia
- I misteri della Strada del Ginko, Secop Edizioni, Italy
- Az ötödik pillangó, Pillangó kiadó, Hungary
- Αινιγματικές ιστορίες, Εκδόσεις Αερόστατο, Greece
- A rejtelmes Ginkó utca, Pillangó kiadó, Hungary
- Петтата пеперуга, TOPER, North Macedonia
- Tördafejed-mesék - Elsö könyv, Šoljmoši, Srbija
- Enigmatické hádanky - Kniha třetí, Mensa CR, Czech Republic
- Áven és a kutyorz Vaúföldön, Pillangó kiadó, Hungary
- Riddle Tales, Laguna
- Misteriji Glinkove ulice, Mladinska knjiga, Slovenia
- Temačne skrivnosti Glinkove ulice, roman v ugankah, Mladinska knjiga, Slovenia
- Загадочни приказни - Книга прва, Ars Lamina, North Macedonia
- Загадочни приказни - Книга втора, Ars Lamina, North Macedonia
- Загадочни приказни - Книга трета, Ars Lamina, North Macedonia
- Загадочни приказни - Книга четврта, Ars Lamina, North Macedonia
- Загадочни приказни - Книга петта, Ars Lamina, North Macedonia
- Al cincilea fluture, Editura Aramis, Romania
- Aven and Badgerdog in the Land of Wook, Laguna
- Fairy Tales - The First Seven, Laguna
- Fairy Tales - The Second Seven, Laguna
- Fairy Tales - The Third Seven, Laguna

## Филмографија
- Пети лептир, први српски 3Д филм
- Кантервилски дух, улога Велечасни Чезабл (2023)